# Semelvillea
Semelvillea es un género de escarabajos de la familia Chrysomelidae. El género fue descrito científicamente primero por Reid en 1991. Esta es una lista de especies perteneciente a este género:
- Semelvillea acaciae Reid, 1991
- Semelvillea bunyae Reid, 1991
- Semelvillea eungellae Reid, 1991
- Semelvillea hirsuta Reid, 1991
- Semelvillea nothofagi Reid, 1991
- Semelvillea parva Reid, 1991
- Semelvillea punctata Reid, 1991
- Semelvillea tasmaniae Reid, 1991
- Semelvillea waraganji Reid, 1991